# Heptadecanolid
Heptadecanolid ist ein Naturstoff aus der Gruppe der Makrolide.

## Vorkommen

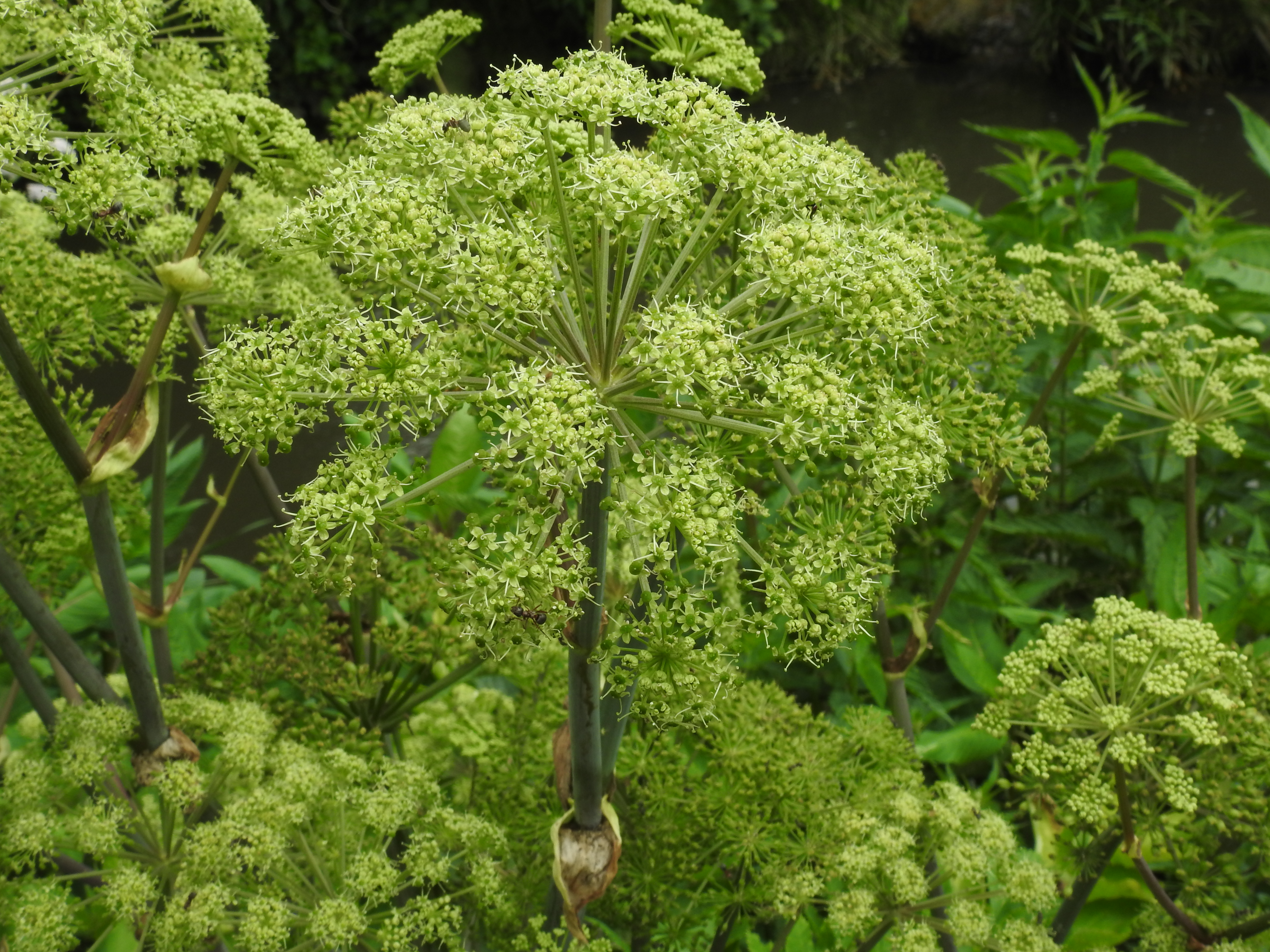
Arznei-Engelwurz

Das ätherische Öl des Arznei-Engelwurz enthält bis zu 6 % Makrolide. Dabei handelt es sich vor allem um Pentadecanolid, aber auch Heptadecanolid ist enthalten.

## Synthese
Heptadecanolid kann durch intramolekulare Veresterung von ω-Hydroxyheptadecansäure unter Katalyse mit Bortrifluorid-Etherat und Polystyrolperlen hergestellt werden. Eine andere Möglichkeit ist die Oxidation von Cycloheptadecanon mit Peroxomonoschwefelsäure.